# Chasing the Sun (píseň)
„Chasing the Sun“ je píseň od americké zpěvačky Hilary Duffové vydaná jako ukázka pro její páté nadcházející album (2014). Píseň napsali Colbie Caillat,Toby Gad a Jason Reeves, který také produkoval skladby k albu. Je to první vydání písně od Hilary pod značkou Hollywood Records, vytvořené studiem RCA Records.

## Kritika
Jason Scott na PopDust chválil píseň za to že "ukazuje dospělejší stránku zpěváka ,aniž by při tom zcela opustil svůj původní hudební styl". Michelle McGahan z PopCrush také ocenila zvukový žánr písně, který ji vrátil do doby, kdy byla Hilary Duff hvězda "Jsme rádi že v melodii slyšíme návrat retro stylu, který nás vrací zpět do 90. let /let 2000-tých". Jeff Benjamin na hudební síti "Fuse" dal písni více smíšených recenzí, ve kterých chválil uspořádání a dobrou atmosféru, nicméně zpěv Hilary Duff se mu příliš nezalíbil. "Není to vokální výkon na celý život" píše Benjamin, "ale je to ten samý zpěvák, kterého si před lety většina dětí zamilovala při sledování televizních pořadů".
Spisovatelka z Newyorského magazínu "Vulture" Lindsey Weberová byla v její recenzi mnohem více kritická. Popsala píseň jako "když Paris Hilton dělá karaoke na píseň od zpěvačky Sheryl Crow". Weberová shledala song "Chasing the Sun" jako neuspokující návrat a napsala "doufám že to pravé ještě přijde". Carolyn Menyes z Music Times se zdržela kritiky samotné písně, nicméně položila otázku o písni, jakožto o vozu který by měl Hilary Duff dostat na vrchol, řekla "Pokud Hilary očekává že tento song jí posune dopředu v její hudební kariéře, měla by se přestat ohlížet zpět a vytvářet hudbu tzv. více na hraně hudebního průmyslu".

## Zákulisí a vydání
Hilary Duff natočila videoklip k písni v Malibu, Kalifornii 11. července 2014. Tento videoklip byl oficiálně vydán pod značkou Vevo 29. července 2014.
V oficiálním videoklipu se měla původně objevit i závěrečná scéna kdy Hilary odjíždí se svým vysněným mužem, který na ni čeká před vchodem do administrativní budovy.

## Stručný obsah videoklipu
Ukazuje Hilary Duff jako frustrovanou administrativní pracovnici, která sní o tom, že se nachází na pláži s krásným chlapem (Daniel Sobieray). Nakonec, začne prožívat své sny v reálném životě, což způsobuje zmatek mezi ostatními pracovníky úřadu. Po podivné nehodě (házení s křečkem v kouli a pocákání vedení úřadu vodou) dostává výpověď.

## Historie vydání
| Stát           | Datum             | Formát               | Značka |
| -------------- | ----------------- | -------------------- | ------ |
| Francie        | 29. červenec 2014 | Digitální distribuce | Sony   |
| Německo        | 29. červenec 2014 | Digitální distribuce | Sony   |
| Velká Británie | 29. červenec 2014 | Digitální distribuce | Sony   |
| Austrálie      | 29. červenec 2014 | Digitální distribuce | Sony   |
| Spojené státy  | 29. červenec 2014 | Digitální distribuce | RCA    |
| Itálie         | 30. červenec 2014 | Rádio                | Sony   |